# Station Saint-Clément-des-Levées
Station Saint-Clément-des-Levées is een spoorwegstation in de Franse gemeente Saint-Clément-des-Levées.